# 藤田美実
藤田 美実（ふじた よしみ、1915年2月26日- ）は、日本の倫理学、明治教育史学者。

## 来歴
岐阜県長良村（現在の岐阜市）生まれ。父の仕事で長野県松本市、群馬県前橋市と転々とし、水戸高等学校卒、1939年東京帝国大学文学部哲学科卒、外務省に入る。1940－42年入隊。1943年東京女子高等師範学校嘱託としてドイツ語を教える。1946年山梨工業専門学校専任講師、1949年明治大学教養部助教授、1954年教授、ドイツでボルノーに学ぶ。1969年東京農工大学教授、1978年定年退官、立正大学文学部教授、1986年退職。

## 著書
- 『倫理学 上巻』三和書房 1952
- 『倫理学 下巻』朝書房 1952
- 『理性・自然・実存 倫理学史的考察』三和書房 1953
- 『人間性の倫理』白桃書房 1961
- 『明治的人間像 木下尚江・赤羽巌穴・手塚縫蔵』筑摩書房 1968
- 『明治女学校の世界 明治女学校と「女学雑誌」をめぐる人間群像とその思想』青英舎 1984
- 『信州教育の系譜』北樹出版 フマニタス選書 1989

## 参考
- 江川義忠「藤田美実先生を送る」『立正大学文学部論叢』第81号、立正大学文学部、1985年3月、5-10頁、ISSN 0485-215X、NAID 120005421523。